# Eduardo Mondlane
Pour les articles homonymes, voir Mondlane.
Eduardo Mondlane Chivambo, né le 20 juin 1920 à Manjacaze, province de Gaza, dans l'ancienne colonie portugaise du Mozambique (Afrique orientale), et mort assassiné le 3 février 1969 à Dar es-Salaam, est un homme politique mozambicain, considéré comme le père du Mozambique indépendant et premier président du Front de libération du Mozambique (FRELIMO).

## Biographie
Mondlane est le quatrième de seize enfants d'un chef tribal d'une tribu de langue bantoue, les Tsongas. Il grandit dans une zone rurale très en retrait du Mozambique. Il commence sa primaire à l'école de la Mission Suisse et la termine à Lourenço Marques (Maputo) et obtient son diplôme d'évangéliste à Rikatla. Il rejoint ensuite la mission méthodiste rurale de Cambine jusqu'en 1942. En 1948, il part étudier les sciences sociales à l'université du Witwatersrand à Johannesbourg.
En 1949, alors que Daniel François Malan vient d'être nommé premier ministre, l'apartheid force Eduardo Mondlane à quitter le pays. Ses professeurs et camarades de classe organisent une manifestation de protestation qui connait un retentissement médiatique en Afrique du Sud et dans les pays lusophones, attirant l'attention de la PIDE. Il est arrêté, interrogé, puis pris sous l'aile par les autorités portugaises qui l'envoient étudier aux États-Unis. Il y obtient une maîtrise d'art à Oberlin en 1953, et poursuit un doctorat de sociologie à l'université de Northwestern.
En 1957, il rejoint l'Organisation des Nations unies à la section des territoires sous mandat, poste qu'il quitte en 1961 lorsque Julius Nyerere l'invite à rejoindre la Tanzanie où l'indépendance se met en place. En Tanzanie, il rencontre les populations mozambicaines réfugiées là, et décide de coordonner les groupements politiques d'opposition. Le 25 juin 1962, il co-fonde le Front de libération du Mozambique (FRELIMO) et en prend la présidence, poste auquel il est réélu en 1968 après que les forces armées du FRELIMO aient libéré le nord du Mozambique.
Il souhaite l'indépendance du Mozambique et l'instauration d'un système socialiste.
Le 3 février 1969, un colis piégé envoyé à Eduardo Mondlane explose et le tue sur le coup. Certains accusent des opposants à Mondlane au sein du FRELIMO, d'autres accusent la PIDE.

## Ouvrages
- La lutte pour l’Indépendance au Mozambique, Éditions Présence africaine, 254 p.

## Prix et récompenses
- Ordre des Compagnons d’Oliver Tambo, remis par la République d’Afrique du Sud[4]

## Vie privée
En 1956, il épouse Janet Rae Johnson, jeune Américaine d'origine suédoise.